# レイク郡 (イリノイ州)
レイク郡（英: Lake County）は、アメリカ合衆国イリノイ州の北東隅、ミシガン湖岸に位置する郡である。人口は71万4342人（2020年）。郡庁所在地はウォーキーガン（[wɔːˈkiːɡən]）であり、同郡で人口最大の都市である。レイク郡はシカゴ都市圏に含まれる。
2000年国勢調査では、一人当たり収入で全米第31位の郡だった。湖岸にあるレイクフォレストやハイランドパークは裕福なノースショア地域に入っている。元々はマクヘンリー郡の一部だったが、1839年に現在のレイク郡を構成する郡区が分離して設立された。
アメリカ海軍五大湖基地が郡内ノースシカゴ市にある。海軍の訓練用司令本部であり、海軍唯一の新兵訓練基地である。

## 歴史

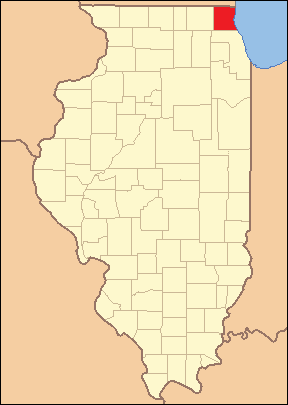
1839年創設時のレイク郡領域

レイク郡は当初開拓されないままのプレーリーであり、ポタワトミ族インディアンが住んでいたが、1839年にイリノイ州議会によって設立された。当時はリバティビル、後のインディペンデンスグローブが郡庁所在地だった。しかし1841年住民投票でリトルフォート、現在のウォーキーガンに移された。そこには郡政委員が州から土地を購入していた。初代郡庁舎がその土地に1844年に建設され、その建設費4,000ドルのために残りの土地は売却された。
初代郡庁舎は郡政委員会と監獄にのみ使われていたが、1853年に郡政委員が管理事務所と郡の記録を収容するための建物を建設した。1875年10月19日の火事で郡庁舎は焼けたが、郡の記録は隣接する建物にあったために救われた。
この火事の後、郡庁所在地をハイランドパーク、リバティビルなど郡の中央に位置する場所に移転する議論が持ち上がった。しかし郡政委員はウォーキーガンに郡庁舎を再建することに決めた。建物の東半分が45,000ドルの建設費で再建された。1895年、最初の監獄棟が増築され、1922年には西半分が建設された。1938年までに郡政委員会は床面積を増やす必要に迫られ、5階の増築を承認した。しかしこの郡庁舎は1967年に解体され、より高層の建物を建設することになった。新庁舎は監獄を付加して1969年に完成し、1970年には裁判所も増築された。
その後間もなく郡政委員会が多目的司法施設の建設を発注し、1986年にロバート・H・バブコックス司法センター建設のための土地が整地された。この建物は1982年から1988年まで郡保安官を務めたバブコックス保安官に因んで名付けられた。この建物は郡監獄を収容し、釈放計画を遂行し、保安官管理事務所と3つの裁判室があり、1989年に建設費2,960万ドルで完成した。
その他にも郡政府施設が建設され、郡内全体に拡張された。検察医事務所、保険部・地域社会健康センター、交通課、公共事業課およびウィンチェスター・ハウスなどである。レイク郡政府の管理は郡内470平方マイル (1,200 km2) に及んでいる。
歴史ある酒場兼レストランのハーフデイ・インは1843年に建設された。この建物はかつてミルウォーキー道路とルート45/オールドハーフデイ道路の角にあり、長く郡内最古の建造物だったが、2007年に解体され、小売店、マンションおよび調整池が建設されることになった。

## 地理

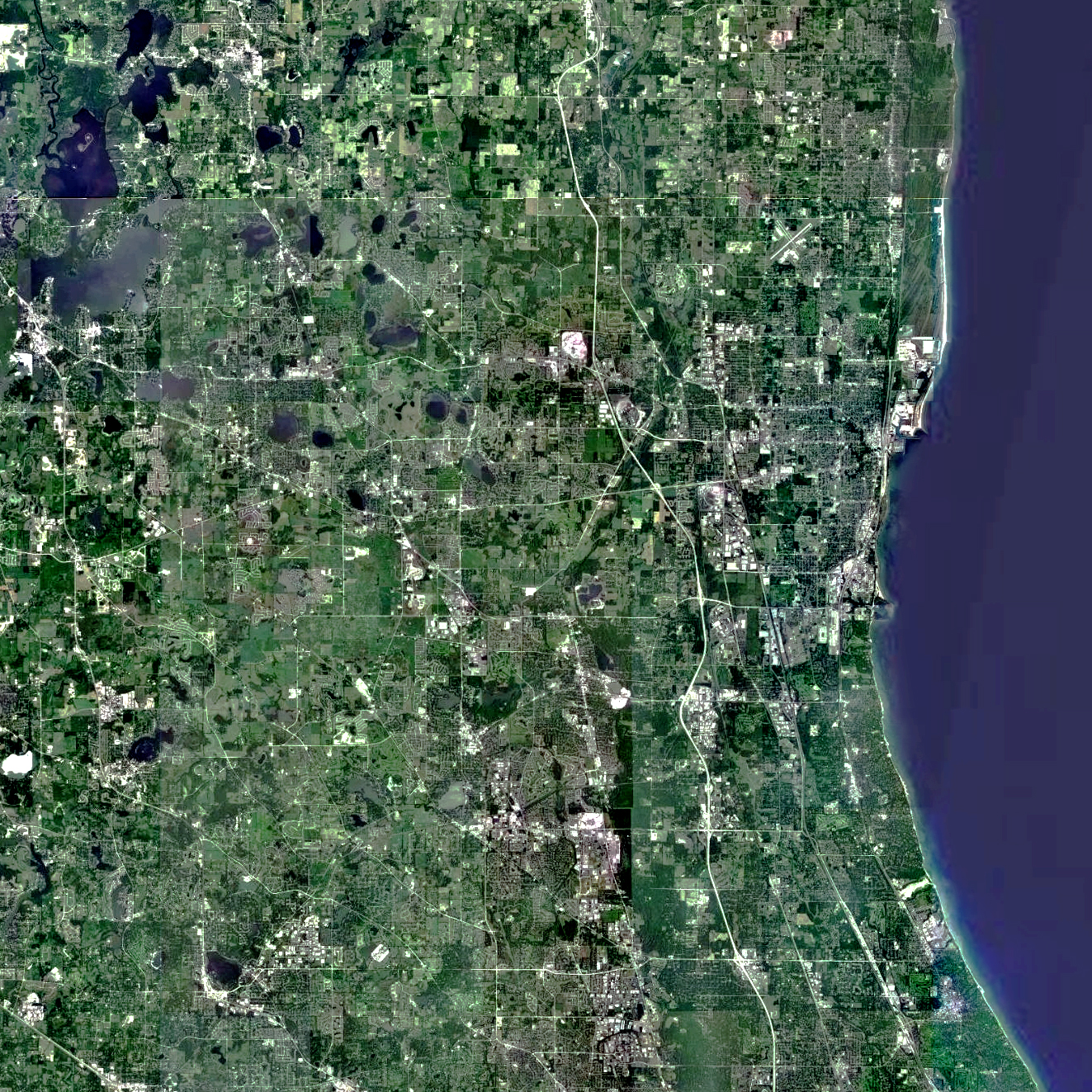
レイク郡の衛星写真

アメリカ合衆国国勢調査局に拠れば、郡域全面積は 1,368.48平方マイル (3,544.3 km2)であり、このうち陸地443.67平方マイル (1,149.1 km2)、水域は924.81平方マイル (2,395.2 km2)で水域率は67.58%である。水域の大半はミシガン湖であり、それ以外に90以上の湖がある。

### 州立公園
- イリノイ湖浜州立公園
- ノースポイント・マリーナ
- ボロボグ州立自然地域
- チェーンオーレイクス州立公園

### 保存森林と自然地域
レイク郡の保存森林と自然地域はレイク郡森林保存地区が管理している。これらの対象にはライアーソン保存地域のような伝統的な自然保存地域と、ゴルフコースおよびアドレー・スティーブンソン邸のような歴史的な建物も含まれている。南北に長く伸びる保存地域にはハーフデイの森、オールドスクール保存森林、インディペンデンスグローブ、ヴァンパッテンの森も含まれており、散歩、ランニング、自転車乗りに人気のあるデスプレーンズ川トレイルを含むデスプレーンズ川グリーンウェイとなっている。

### 主要高規格道路
| - 州間高速道路94号線 - アメリカ国道12号線 - アメリカ国道14号線 - アメリカ国道41号線 - アメリカ国道45号線 | - イリノイ州道21号線 - イリノイ州道22号線 - イリノイ州道43号線 - イリノイ州道53号線 - イリノイ州道59号線 - イリノイ州道60号線 - イリノイ州道83号線 | - イリノイ州道120号線 - イリノイ州道131号線 - イリノイ州道132号線 - イリノイ州道137号線 - イリノイ州道134号線 - イリノイ州道173号線 |

### 隣接する郡
- ケノーシャ郡 (ウィスコンシン州) - 北
- アレガン郡 (ミシガン州) - 北東（ミシガン湖の対岸）
- ヴァンビューレン郡 (ミシガン州) - 東（ミシガン湖の対岸）
- バーリン郡 (ミシガン州) - 南東（ミシガン湖の対岸）
- クック郡 - 南
- マクヘンリー郡 - 西

## 人口動態

2000人口ピラミッド

以下は2000年国勢調査による人口統計データである。
| 基礎データ - 人口: 644,356人 - 世帯数: 216,297 世帯 - 家族数: 163,953 家族 - 人口密度: 556人/km2（1,440人/mi2） - 住居数: 225,919軒 - 住居密度: 195軒/km2（505軒/mi2） 人種別人口構成 - 白人: 80.11% - アフリカン・アメリカン: 6.94% - ネイティブ・アメリカン: 0.28% - アジア人: 3.90% - 太平洋諸島系: 0.05% - その他の人種: 6.72% - 混血: 2.01% - ヒスパニック・ラテン系: 14.39% 先祖による構成 - ドイツ系：17.0% - アイルランド系：9.0% - ポーランド系：7.2% - イタリア系：6.4% - アメリカ人：5.0% 言語による構成 - 英語：78.7% - スペイン語：12.9% - ロシア語：1.05% | 年齢別人口構成 - 18歳未満: 29.4% - 18-24歳: 8.9% - 25-44歳: 31.6% - 45-64歳: 21.6% - 65歳以上: 8.5% - 年齢の中央値: 34歳 - 性比（女性100人あたり男性の人口） - 総人口: 101.2 - 18歳以上: 99.3 世帯と家族（対世帯数） - 18歳未満の子供がいる: 42.1% - 結婚・同居している夫婦: 63.2% - 未婚・離婚・死別女性が世帯主: 9.2% - 非家族世帯: 24.2% - 単身世帯: 19.7% - 65歳以上の老人1人暮らし: 6.2% - 平均構成人数 - 世帯: 2.88人 - 家族: 3.33人 収入と家計 - 収入の中央値 - 世帯: 66,973米ドル（2007年推計では76,940ドル） - 家族: 76,424米ドル（2007年推計では88,851ドル） - 性別 - 男性: 50,789米ドル - 女性: 33,458米ドル - 人口1人あたり収入: 32,102米ドル - 貧困線以下 - 対人口: 5.7% - 対家族数: 4.0% - 18歳未満: 7.0% - 65歳以上: 4.8% 世帯当たり収入の中央値ではデュページ郡に次いで州内第2位である。 |

## 郡区
レイク郡は18の郡区に分割されている。
| 郡区                     | 人口（2000年） |
| ウォーキーガン           | 92,805         |
| バーノン                 | 65,355         |
| ウォーレン               | 59,424         |
| エイボン                 | 54,957         |
| リバティビル             | 48,904         |
| シールズ                 | 43,382         |
| エラ                     | 39,688         |
| モレーン                 | 34,538         |
| レイクビラ               | 33,721         |
| ウェストディアフィールド | 31,794         |
| フレモント               | 23,955         |
| ザイオン                 | 22,866         |
| アンティオック           | 21,879         |
| ベントン                 | 17,413         |
| グラント                 | 17,397         |
| ウォーコンダ             | 16,387         |
| キューバ                 | 15,749         |
| ニューポート             | 4,142          |

## 都市と町

### 都市
| 市名             | 法人化年 | 人口（2000年） | 備考       |
| ---------------- | -------- | -------------- | ---------- |
| ウォーキーガン   | 1829     | 87,901         | 郡庁所在地 |
| ノースシカゴ     | 1895     | 35,918         | -          |
| ハイランドパーク | 1869     | 31,365         | -          |
| ザイオン         | 1901     | 22,866         | -          |
| レイクフォレスト | 1861     | 20,059         | -          |
| パークシティ     | 1958     | 6,637          | -          |
| ハイウッド       | 1887     | 4,143          | -          |

### 村
| 村名                     | 法人化年 | 人口（2000年） | 備考                                     |
| ------------------------ | -------- | -------------- | ---------------------------------------- |
| バッファローグローブ     | 1958     | 45,000         | 一部はクック郡内                         |
| マンドレイン             | 1909     | 30,935         | -                                        |
| ガーニー                 | 1928     | 28,834         | -                                        |
| ラウンドレイクビーチ     | 1937     | 25,859         | -                                        |
| リバティビル             | 1882     | 21,760         | -                                        |
| バーノンヒルズ           | 1958     | 20,120         | -                                        |
| グレイズレイク           | 1895     | 18,506         | -                                        |
| デイアフィールド         | 1903     | 18,420         | 一部はクック郡内                         |
| レイクチューリッヒ       | 1896     | 18,104         | -                                        |
| リンデンハースト         | 1956     | 12,539         | -                                        |
| バーリントン             | 1865     | 10,168         | 一部はクック郡内                         |
| ビーチパーク             | 1988     | 10,072         | -                                        |
| ウォーコンダ             | 1877     | 9,448          | -                                        |
| フォックスレイク         | 1907     | 9,178          | 一部はマクヘンリー郡内                   |
| アンティオック           | 1892     | 8,788          | -                                        |
| アイランドレイク         | 1952     | 8,153          | マクヘンリー郡                           |
| ロンググローブ           | 1956     | 6,735          | -                                        |
| ウィンスロップハーバー   | 1901     | 6,670          | -                                        |
| リンカーンシャー         | 1957     | 6,108          | -                                        |
| レイクブラフ             | 1895     | 6,056          | -                                        |
| ラウンドレイクパーク     | 1947     | 6,038          | -                                        |
| ホーソーンウッズ         | 1958     | 6,002          | -                                        |
| レイクビラ               | 1901     | 5,864          | -                                        |
| ラウンドレイク           | 1909     | 5,842          | -                                        |
| フォックスリバーグローブ | 1919     | 4,862          | 主にマクヘンリー郡内                     |
| レイクバーリントン       | 1959     | 4,757          | -                                        |
| バーリントンヒルズ       | 1957     | 3,915          | 一部はクック郡、ケーン郡、マクリーン郡内 |
| リバーウッズ             | 1959     | 3,843          | -                                        |
| グリーンオークス         | 1960     | 3,572          | -                                        |
| キルディア               | 1958     | 3,460          | -                                        |
| デイアパーク             | 1957     | 3,102          | 一部はクック郡内                         |
| ワーズワース             | 1962     | 3,083          | -                                        |
| ノースバーリントン       | 1959     | 2,918          | -                                        |
| レイクムーア             | 1938     | 2,788          | 一部はマクヘンリー郡内                   |
| ヘインズビル             | 1846     | 2,129          | -                                        |
| バノックバーン           | 1924     | 1,429          | -                                        |
| サードレイク             | 1959     | 1,355          | -                                        |
| ラウンドレイクハイツ     | 1960     | 1,347          | -                                        |
| タワーレイクス           | 1966     | 1,310          | -                                        |
| ポートバーリントン       | 1969     | 788            | 一部はマクヘンリー郡内                   |
| メタワ                   | 1960     | 367            | -                                        |
| オールドミルクリーク     | 1959     | 251            | -                                        |
| インディアンクリーク     | 1958     | 194            | -                                        |
| ボロ                     | 1993     | 180            | -                                        |

### 未編入の町
| 町名                   | 人口（2000年） | 備考 |
| ---------------------- | -------------- | ---- |
| ゲイジズレイク         | 10,415         | -    |
| イングルサイド         | 9,286          | -    |
| グランドウッドパーク   | 4,521          | -    |
| ロングレイク           | 3,356          | -    |
| ベネシャンビレッジ     | 3,082          | -    |
| プレーリービュー       | 3,079          | -    |
| フォックスレイクヒルズ | 2,561          | -    |
| チャネルレイク         | 1,785          | -    |
| フォレストレイク       | 1,530          | -    |
| レイクキャサリーン     | 1,490          | -    |
| アイバンホー           | ?              | -    |
| ノールウッド           | ?              | -    |
| ロンダウト             | ?              | -    |
| ラッセル               | ?              | -    |
| ワイルドウッド         | ?              | -    |

## スポーツ
レイク郡にはかつてマイナー野球のノーザンリーグ、後にはノース・アメリカン・リーグに所属していたレイクカウンティ・フィールダーズがあった。

## 見どころ

### アミューズメントパーク

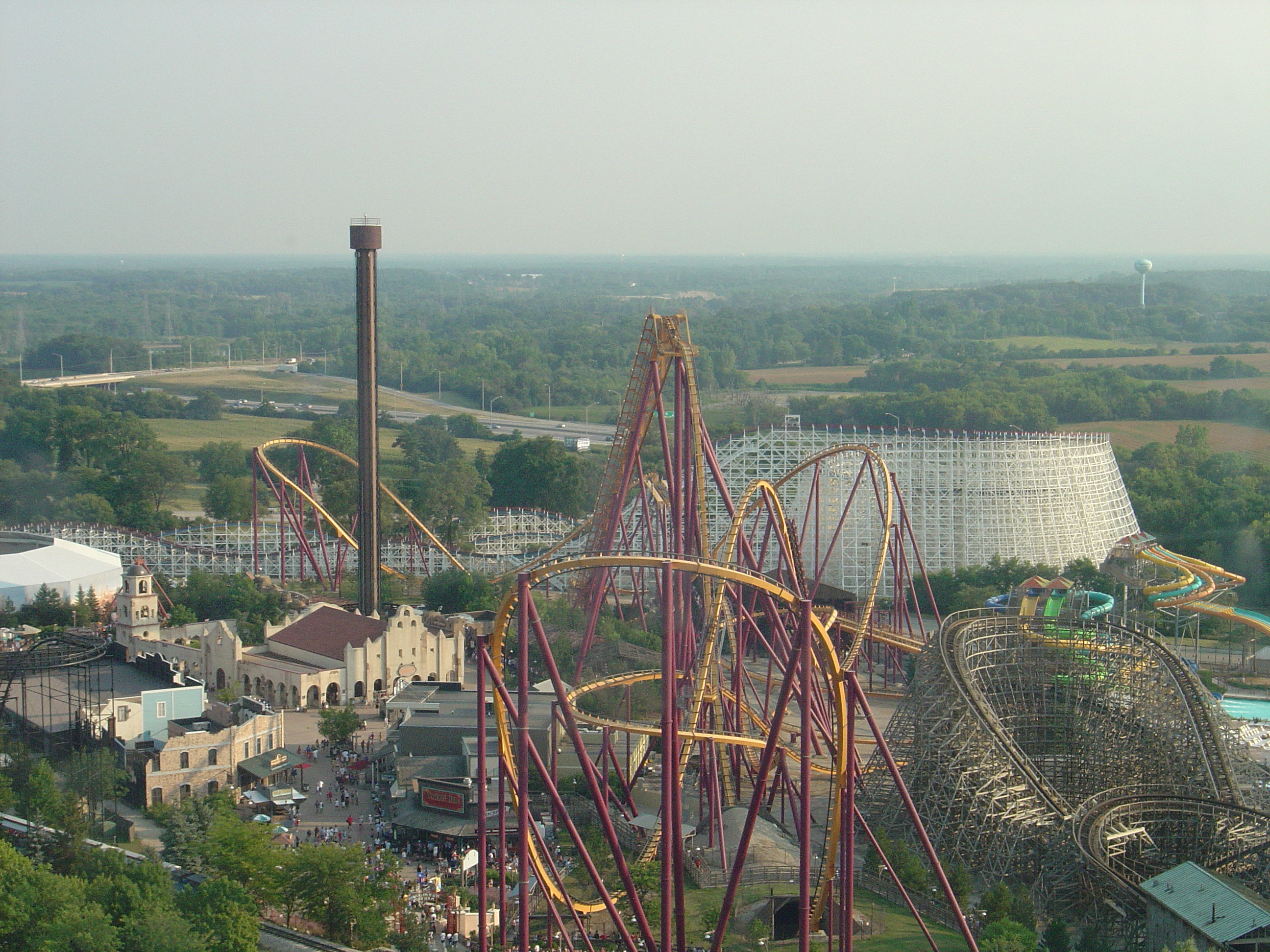
シックス・フラッグス・グレート・アメリカ

- シックス・フラッグス・グレート・アメリカ、ガーニー村

### 博物館
- ボロ自動車博物館、ボロ村
- レイク郡発見博物館、ウォーコンダ村
- ウォーバード歴史遺産財団、ウォーキーガン市
- ウォーキーガン歴史博物館、ウォーキーガン市

### 芸能
- ジェネシー劇場、ウォーキーガン市

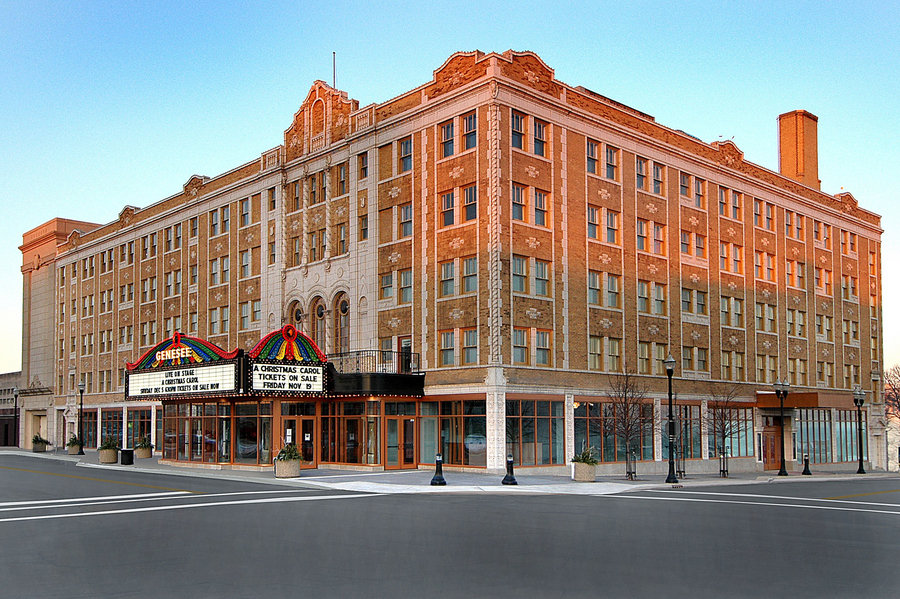
ジェネシー劇場

- ラビニア・フェスティバル、ハイランドパーク市

## 著名な出身者と住人
- ジャック・ベニー（1894年2月14日-1974年12月26日）、エンタテイナー、コメディアン、俳優、ミュージシャン、ウォーキーガン市で育った
- レイ・ブラッドベリ（1920年8月22日-2012年6月5日）、の小説家（SF作家、幻想文学作家、怪奇小説作家）、詩人。小説『華氏451度』や『火星年代記』で知られる。ウォーキーガン市生まれ
- ゲーリー・コールマン（1968年2月8日-2010年5月28日）、俳優。1978年からテレビ放送された『アーノルド坊やは人気者』の主役アーノルド・ジャクソンを演じた。ザイオン市生まれ
- マーロン・ブランド（1924年4月3日-2004年7月1日）、俳優。『欲望という名の電車』、『波止場』、『野郎どもと女たち』などに出演、リバティビル村に住んだ
- マイケル・ジョーダン（1963年2月17日-）、元バスケットボール選手、実業家。ハイランドパーク市に20年住んでいた
- ヴィンス・ヴォーン（1970年3月28日-）、俳優、『ウェディング・クラッシャーズ』などに出演、バッファローグローブで育ち、レイクフォレストに転居、1988年にレイクフォレスト高校を卒業

## 映画とレイク郡
レイク郡で撮影された映画には以下のものが含まれる。
- 『普通の人々』（1980年） - ハイウッド、ハイランドパーク、レイクブラフ、レイクフォレストで撮影
- 『卒業白書』（1983年） - ディアフィールド、ハイランドパーク、スコーキーで撮影
- 『チェーン・リアクション』（1996年） - レイクブラフ、シカゴ中心街で撮影
- 『ミーン・ガールズ』（2004年） - エバンストンで撮影